# دهستان یورتچی شرقی
دهستان یورتچی شرقی نام دهستانی در بخش کوراییم شهرستان میر، استان اردبیل در ایران است. براساس سرشماری مرکز آمار ایران در سال ۱۳۸۵، جمعیت آن ۲۹۶۲ نفر (۵۴۳ خانوار) بوده‌است.